# Arris
Arris (in arabo أريس‎?) è una città dell'Algeria, capoluogo dell'omonimo distretto, nella provincia di Batna.